# Goera ranauana
Goera ranauana is een schietmot uit de familie Goeridae. De soort komt voor in het Oriëntaals gebied.